# Gymnoscelis pyrissous
Gymnoscelis pyrissous là một loài bướm đêm trong họ Geometridae.